# Raja Cercle Municipalité d'Agadir
Le Raja Cercle Municipalité d'Agadir ou Raja Agadir est un club omnisports marocain basé à Agadir.
Le club comprend notamment une équipe de football et une équipe de handball.